# 추광영
추광영(秋光永, 1940년~)은 대한민국의 학자, 대학 교수, 언론인이다. 서울대학교 언론정보학과 교수, KBS 이사를 역임했다.

## 학력
- 부산고등학교, 1958
- 서울대학교문리과대학 사학과 문학사,1963
- 노스텍사스 대학교 대학원 언론학 석사, 1973
- 텍사스 대학교(오스틴캠퍼스) 언론학 박사, 1976

## 경력
- 1969년 한국과학기술연구소 연구원
- 1973년 미국 텍사스대학교 강사
- 1976년 미국 ABEK 연구담당 상무
- 1978년 한국통신기술연구소 책임연구원
- 1980년 ~ 2005년 8월 서울대학교 사회과학대학 언론정보학 교수
- 1993년 KBS 비상임이사
- 1995년 LG상남언론재단 초대 이사
- 1997년 서울대학교 언론정보연구소 소장
- 1997년 방송위원회 선거방송토론위원회 위원

1999년.  한국방송학회장
- 2003년 ~ 한국스피치커뮤니케이션학회 회장
- 2006년 KBS 이사